# Vitalij Lazarevič Ginzburg
Vitalij Lazarevič Ginzburg (in russo Виталий Лазаревич Гинзбург?; Mosca, 4 ottobre 1916 – Mosca, 8 novembre 2009) è stato un fisico sovietico, di ascendenza ebraica, insignito del Premio Nobel per la fisica nel 2003, insieme ad Alexei Abrikosov e Anthony Leggett per il loro "pionieristico contributi alla teoria dei superconduttori e dei superfluidi".
La sua carriera in fisica è stata trascorsa nell'ex Unione Sovietica ed è stato una delle figure di spicco nel programma di armi nucleari dell'ex Unione Sovietica, lavorando alla progettazione di dispositivi termonucleari. Divenne membro dell'Accademia Russa delle Scienze e successe a Igor Tamm come capo del Dipartimento di Fisica Teorica dell'Istituto di Fisica Lebedev dell'Accademia Russa delle Scienze  (FIAN). Ginzburg è stato un ateo schietto e fu critico nei confronti dell'influenza del clero nella società russa.

## Biografia
Vitaly Ginzburg nacque a Mosca nell'ottobre 1916 da una famiglia ebrea, figlio di un ingegnere, Lazar Yefimovich Ginzburg, e di una dottoressa, Augusta Wildauer, laureata in Fisica all'Università Statale di Mosca nel 1938. Dopo aver frequentato l'università di sua madre, si è laureato nel 1942. Nel 1944 divenne membro del Partito Comunista dell'Unione Sovietica. Dal 1940 al 2004 ha lavorato al'Accademia russa delle scienze a Mosca. Tra i suoi risultati ci sono una teoria parzialmente fenomenologica della superconduttività, la Teoria di Ginzburg-Landau, sviluppata con Lev Landau nel 1950; la teoria della propagazione delle onde elettromagnetiche nei plasmi (per esempio, nella ionosfera); e una teoria dell'origine della radiazione cosmica. È anche noto ai biologi come parte del gruppo di scienziati che hanno contribuito a far cadere il regno dell'agronomo anti-mendeliano politicamente connesso Trofim Lysenko, permettendo così alla moderna scienza genetica di tornare in URSS.

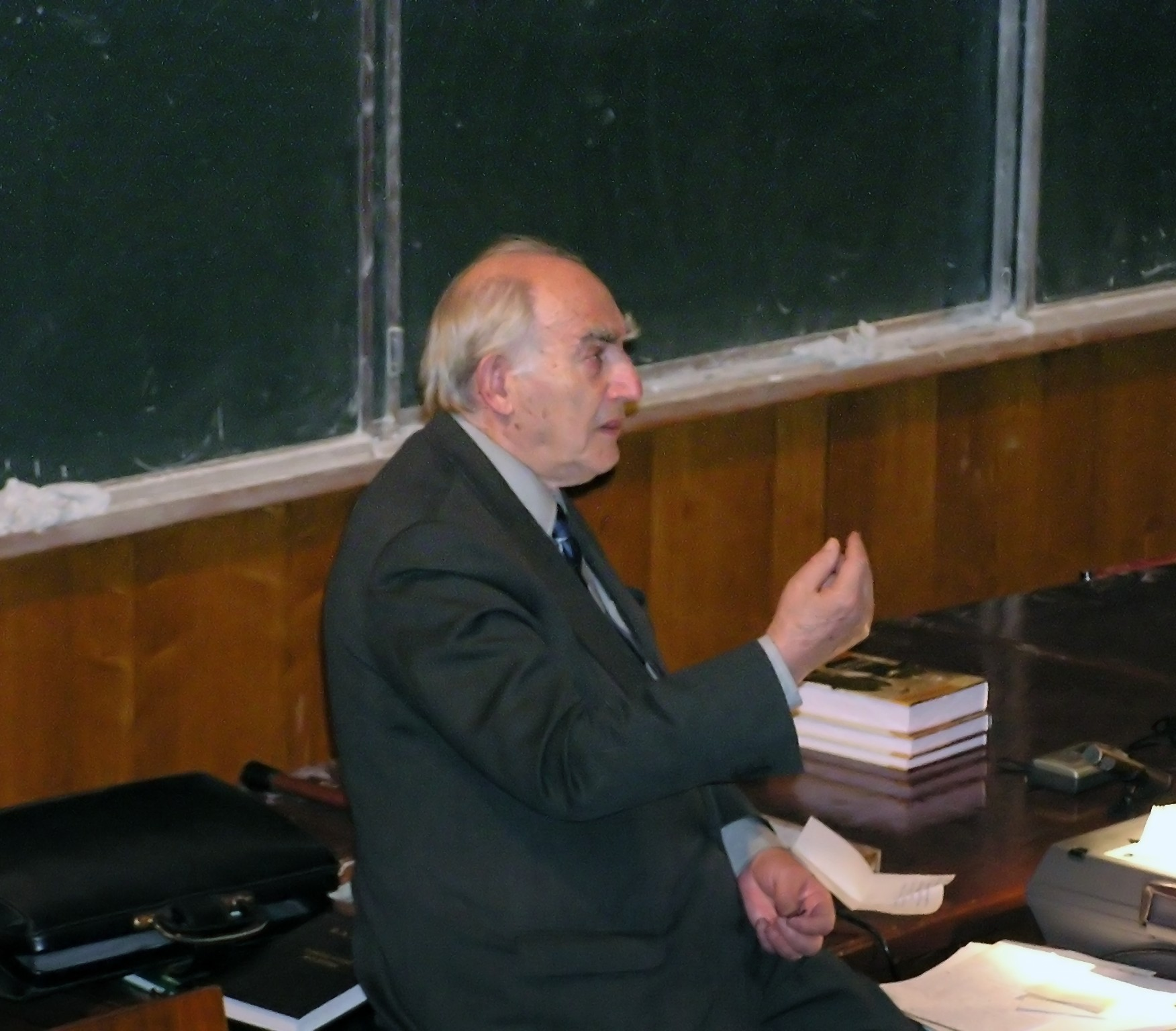
Ginzburg ad un dibattito all'Università statale di Mosca

Ginzburg era il redattore capo della rivista scientifica Uspekhi Fizicheskikh Nauk. Ha anche diretto il Dipartimento accademico di problemi di fisica e astrofisica, che Ginzburg ha fondato presso l'Istituto di fisica e tecnologia di Mosca nel 1968. 
Dal 1940 al 2004 ha lavorato al'Accademia russa delle scienze a Mosca. Tra i suoi maggiori successi il suo contributo alla teoria fenomenologica della superconduttività (teoria di Ginzburg-Landau), sviluppata con Lev Davidovič Landau nel 1950; la teoria della propagazione delle onde elettromagnetiche nel plasma come la ionosfera; la teoria dell'origine delle radiazioni cosmiche. Nel 1950 ha svolto un ruolo chiave nello sviluppo sovietico della bomba ad idrogeno.
Ginzburg si è identificato come ebreo laico e, dopo il crollo del comunismo nell'ex Unione Sovietica, è stato molto attivo nella vita ebraica, specialmente in Russia, dove ha fatto parte del consiglio di amministrazione del Congresso ebraico russo. È anche noto per aver combattuto l'antisemitismo e sostenuto lo stato di Israele. 
Negli anni 2000 (decennio), Ginzburg era politicamente attiva, sostenendo l'opposizione liberale russa e il movimento per i diritti umani.  Ha difeso Igor Sutyagin e Valentin Danilov dalle accuse di spionaggio avanzate dalle autorità. Il 2 aprile 2009, in un'intervista a Radio Liberty Ginzburg ha denunciato l'FSB come un'istituzione dannosa per la Russia e la continua espansione della sua autorità come ritorno allo stalinismo. 
Ginzburg ha lavorato presso l'Istituto di fisica PN Lebedev dell'Accademia delle scienze sovietica e russa a Mosca dal 1940. L'Accademia delle scienze russa è un'importante istituzione in cui la maggior parte dei vincitori del premio Nobel per la fisica dalla Russia hanno svolto i loro studi e / o lavori di ricerca. 

## Vita privata
Nel 1937 Ginzburg sposò Olga Zamsha. Nel 1946 sposò la sua seconda moglie, Nina Ginzburg (nata Yermakova), che aveva trascorso più di un anno in custodia con false accuse di aver complottato per assassinare il leader sovietico Joseph Stalin.